# Forstschutzkommando
Forstschutzkommando (FSK) var en uniformerad paramilitär skogsbevakningskår i Nazityskland vilken organiserades i slutet av 1939. FSK bestod av ca 10 000 frivilliga skogstjänstemän och skogsarbetare. Högste chef var Hermann Göring i sin egenskap av riksforstmästare. 

## Historik
FSK sattes först in i det ockuperade Polen, Generalguvernementet Warszawa, som objektskyddstrupp vid skogsavverkningsplatser, virkesupplag och sågverk samt för att förhindra obehörigt tillträde till skogsområdena. I juli 1941 tog FSK kontroll över Bialowiezaskogen. Den civila befolkningen evakuerades, gårdar och byar brändes till marken och två små judiska samhällen förintades. På sommaren 1942 överfördes enheter från FSK till rikskommissariaten Ostland och Ukraina och användes för att bekämpa partisaner. Därvid led FSK inte obetydliga förluster.

## Deltagande i förintelsen
Vid sidan av sina egentliga bevaknings- och stridsuppgifter deltog FSK i tillfångatagandet och dödandet av judar som påträffades i skogarna. FSK användes också för morduppdrag i judiska ghetton. Vid krigets slut insattes även FSK som infanteritrupp på östfronten.

## Grader
| Tjänsteställning | Grad                               |
| ---------------- | ---------------------------------- |
| Grenadier        | Forstschütze                       |
| Gefreiter        | Rottenführer                       |
| Obergefreiter    | Oberrottenführer                   |
| Unteroffizier    | Scharführer                        |
| Unterfeldwebel   | Oberscharführer                    |
| Feldwebel        | Truppführer                        |
| Oberfeldwebel    | Obertruppführer                    |
| Högre grader     | Skogsbrukets grader i Nazityskland |
| Källa            | [ 1 ]                              |